# بوغدان ستيليا
بوجدان ستيليا مواليد 5 ديسمبر 1967 في بوخارست، هو لاعب كرة قدم روماني سابق كان يلعب كحارس مرمى. سبق له أن لعب في كأس العالم لكرة القدم مع منتخب بلاده. لعب خلال مسيرته 524 مباراة.

## المسيرة الاحترافية

### أندية لعب لها
- دينامو بوخارست
- ريال مايوركا
- ستاندارد لييج
- رابيد بوخارست
- سامسون سبور
- نادي ستيوا بوخارست
- نادي سالامانكا

## روابط خارجية
- بوغدان ستيليا على موقع الاتحاد الدولي (مؤرشف)  (الإنجليزية)
- بوغدان ستيليا على موقع اتحاد تركيا (لاعب) (الإنجليزية)
- بوغدان ستيليا على موقع قاعدة بيانات كرة القدم.إي يو (الإنجليزية)
- بوغدان ستيليا على موقع ناشيونال فوتبول تيمز (الإنجليزية)
- بوغدان ستيليا على موقع Soccerway.com (الإنجليزية)
- بوغدان ستيليا على موقع عالم كرة القدم.نت (الإنجليزية)